# Благодійний фонд Сергія Притули
Благодійна організація «Благодійний фонд Сергія Притули» — українська благодійна організація, яка спеціалізується на допомозі Силам оборони України та постраждалим від російсько-української війни. Займається придбанням та постачанням автомобілів, безпілотних літальних апаратів, тепловізорів, рацій, екіпірування, медикаментів.

## Історія заснування
Зареєстрована у липні 2020 року. Засновником є громадський діяч, волонтер та телеведучий Сергій Притула, директоркою на момент заснування — Ганна Гвоздяр. Станом на 2024 рік, посаду директора займає — Андрій Шувалов.
Відомою благодійна організація стала після початку повномасштабного російського вторгнення в Україну 24 лютого 2022 року. Спершу фонд займався допомогою захисникам Києва. Сергій Притула організував штаб в офісі, куди всі зацікавлені приносили допомогу. Там вона розподілялася залежно від потреб.

## Проєкти
18 серпня 2022 року за 600 мільйонів гривень фонд придбав супутник компанії ICEYE для української розвідки .

### Придбання БПЛА
У березні 2022 року Сергій Притула від імені свого фонду оголосив про збір грошей на придбання безпілотника. Необхідні 10 мільйонів гривень були зібрані за 3,5 години. Загалом у період від 24 лютого до 19 травня 2022 року фонд зібрав на потреби Сил оборони України 700 мільйонів гривень.
У травні 2022 року Сергій Притула та гурт «Kalush Orchestra» продали на аукціоні кришталевий мікрофон, який гурт отримав за перемогу на Євробаченні-2022. Вторгована сума склала 900 тисяч доларів США (понад 33 мільйони гривень). Крім того, рожеву панамку, у якій на конкурсі виступав соліст гурту Олег Псюк, розіграли серед тих, хто зробив внесок на неї. Таким чином вдалося зібрати ще 11 мільйонів гривень. Всі вторговані гроші, понад 44 мільйони гривень, витратили на придбання комплексу безпілотників PD-2 для української армії.
8 червня 2022 року Фонд Сергія Притули та аукціонний дім «Дукат» оголосили про проведення аукціону з продажу 10 картин українських художників на військову тематику. Згодом Олена Грозовська у своєму Facebook написала, що за картини виторгували майже три мільйони гривень. Ці гроші витратять на придбання безпілотників «Валькірія».
20 червня 2022 року Сергій Притула повідомив, що його фонд придбав для військових 40 квадрокоптерів з тепловізорами, витративши на це 10 мільйонів гривень.
22 червня 2022 року Сергій Притула від імені свого фонду оголосив про збір грошей на придбання трьох безпілотників «Bayraktar TB2». Проєкт отримав назву «Народний Байрактар». Згідно із задумом, протягом тижня мало бути зібрано 500 мільйонів гривень. Фактично за три дні було зібрано 600 мільйонів гривень. Цієї суми мало б вистачити на чотири літальних апарати.
Після завершення збору коштів турецька компанія-виробник безпілотників «Baykar Makina» заявила, що передасть Україні три одиниці безплатно. Планується, що зібрані гроші будуть використані на потреби Збройних сил України.

### Придбання автомобілів
У березні 2022 року, невдовзі після початку повномасштабного російського вторгнення, був запущений проєкт «Пекельні тачки». Його суть полягає у зборі коштів, пошуку автомобілів, їхньому придбанні та відправлення підрозділам Сил оборони України. На сайті проєкту розміщені реквізити для перерахування благодійних внесків, а також контакти для людей, які можуть запропонувати свої авто для придбання.
5 травня 2022 року Фонд продав на аукціоні картину Марії Примаченко «Квіти виросли коло четвертого блока», виторгувавши 500 тисяч доларів (понад 18 мільйонів гривень). За ці гроші організація придбала 125 мікроавтобусів Volkswagen T5 та відправила їх українським військовим. Іноземці, які придбали картину, вирішили передати її до одного з музеїв Києва.

### Придбання Спартанів
Фонд Сергія Притули 2 листопада 2022 року оголосив новий збір коштів для ЗСУ. Спочатку планували зібрати 200 млн грн на закупівлю 50 бронетранспортерів Spartan.
За півтори доби було зібрано 236 млн грн. Грошей мало вистачити на закупівлю 60 таких бронетранспортерів. В кінцевому підрахунку зборів грошей було зібрано на 101 бронетранспортер.
Серед 101 придбаної машини є техніка восьми моделей:
- FV103 Spartan — бронетранспортер для перевезення особового складу;
- Samaritan — броньована гусенична медична евакуаційна машина;
- Sultan — броньована гусенична командна машина;
- Stormer — броньована гусенична машина під встановлення зенітної системи;
- Shielder — броньована гусенична машина для підвозу боєкомплекту, особового складу встановлення протитанкових ракетних комплексів;
- FV432 Bulldog — бронетранспортер для перевезення особового складу;
- FV434 — броньована гусенична машина з краном для ремонту та евакуації;
- Samson — броньована гусенична машина для евакуації бронетехніки.

Перша партія з 24 «Народного Спартану» була показана глядачам 3 березня 2023 року

### Інша благодійна діяльність
12 липня 2022 року 10-річна киянка Валерія Єжова пожертвувала Фонду 21 тисячу гривень. Ці гроші дівчинка зібрала, граючи з перехожими у шашки. Люди, які програвали, мали пожертвувати на потреби армії довільну суму.
29 серпня 2022 року благодійний фонд Сергія Притули, одеський ФК «Чорноморець» і керівництво одеського стадіону «Чорноморець» підписали меморандум про співпрацю.
До лютого 2022 діяльність фонду Сергія Притули забезпечували тодішній директор Ганна Гвоздяр, а також бухгалтер. Тільки ці дві людини отримували заробітну плату. В той час благодійна організація співпрацювала тільки з фондом «Повернись живим». Серед напрямків роботи фонду — допомога медичним закладам, як от «Охматдиту» та Інституту травматології.
У червні 2023 року, після підриву Каховської ГЕС, фонд Сергія Притули передав рятувальникам у Херсоні для ліквідації наслідків машину для відкачування мулу.
З 22 серпня 2023 року разом з українським коміком - Антоном Тимошенко, Сергій Притула веде розмовний подкаст "Гуртом та вщент" на Youtube каналі фонду.
У вересні 2024 року в США розпочав роботу Prytula Foundation U.S.A. Фонд є окремою благодійною організацією, заснованою для надання допомоги Україні в деокупованих і прифронтових районах для відновлення гідних і безпечних умов життя.
За 2024 рік подкаст "Гуртом та вщент" зміг інтегрувати на партнерських інтеграціях 5 321 600 грн та ще 4 200 000 грн додаткових переводів.

## Відзнаки
У грудні 2022 фонд отримав від компанії «Нова пошта» відзнаку «Варті» в номінації «Потужна сила».